# Gare de Hausen-Raitbach
La gare de Hausen-Raitbach est une gare située à Hausen im Wiesental, dans le Bade-Wurtemberg.

## Situation ferroviaire
La gare est située au point kilométrique (PK) 24,03 de la Wiesentalbahn (ligne entre Bâle et Zell im Wiesenthal).